# Luis Moreno-Ocampo
Luis Moreno-Ocampo (født 4. juni 1952) var fra 2003 til 2012 chefanklager ved Den Internationale Straffedomstol (ICC) i Haag. Han blev efterfulgt af Fatou Bensouda. 
Moreno-Ocampo er født og opvokset i Buenos Aires, Argentina. 
I 2010 besøgte chefanklageren Danmark, hvor han bl.a. forelæste på Københavns Universitet.

## Eksterne kilder og henvisninger
- Den Internationale Straffedomstols officielle hjemmeside (engelsk)
- Luis Moreno-Ocampos CV (engelsk)

## Fodnoter
1. ↑  Navnet er anført på engelsk og stammer fra Wikidata hvor navnet endnu ikke findes på dansk.
2. ↑  "Forelæsning med Luis Moreno-Ocampo 10. oktober 2010". Arkiveret fra originalen 25. marts 2016. Hentet 7. januar 2011.